# Space Force (serie televisiva)
Space Force è una serie televisiva statunitense del 2020 creata da Greg Daniels e Steve Carell.

## Trama
La Casa Bianca richiede all'esercito degli Stati Uniti una forza militare che dovrà operare nello spazio, che verrà battezzata Space Force. A tal proposito verrà nominato come capo di stato maggiore del suddetto corpo il generale a 4 stelle Naird. Ma le cose si complicheranno presto, poiché la base sarà installata in Colorado e costringerà tutta la famiglia del generale a spostarsi da Washington in una minuscola cittadina nel mezzo del deserto occidentale degli USA, per lo stress la moglie di Naird commetterà un crimine e sarà imprigionata, inoltre il rapporto del generale con la figlia si complicherà e non poco. Ma la cosa peggiore riguarda la gestione della space force, dove Naird avrà a che fare con uno sgangherato team, tra cui compare il capo scienziato Mallory, estremamente eccentrico e contrario alla guerra, l'arrogante e incompetente social media manager Tony Scarapiducci, un soldato russo di nome Yuri, ma che si fa chiamare Bobby, che dovrebbe essere un collaboratore ma pare sia inviato lì per rubare i segreti tecnologici, l'ingenuo assistente di Naird, Brad, anch'egli generale ma ad una stella.

## Episodi
| Stagione         | Episodi | Pubblicazione USA | Pubblicazione Italia |
| ---------------- | ------- | ----------------- | -------------------- |
| Prima stagione   | 10      | 2020              | 2020                 |
| Seconda stagione | 7       | 2022              | 2022                 |

## Personaggi e interpreti

### Principali
- generale Mark R. Naird (stagioni 1-2), interpretato da Steve Carell, doppiato da Vittorio Guerrieri.
- dott. Adrian Mallory (stagioni 1-2), interpretato da John Malkovich, doppiato da Luca Biagini.
- F. Tony Scarapiducci (stagioni 1-2), interpretato da Ben Schwartz, doppiato da Manuel Meli.
- Erin Naird (stagioni 1-2), interpretata da Diana Silvers, doppiata da Veronica Puccio.
- Capitano Angela Ali (stagioni 1-2), interpretata da Tawny Newsome, doppiata da Alessia Amendola.
- Dr. Chan Kaifang (stagioni 1-2), interpretato da Jimmy O. Yang, doppiato da Alex Polidori.
- Brad Gregory (stagioni 1-2), interpretato da Don Lake, doppiato da Mino Caprio.

### Ricorrenti
- Yuri "Bobby" Telatovich (stagioni 1-2), interpretato da Aleksej Vorob'ëv, doppiato da Alessio Puccio.
- Generale Kick Grabaston (stagioni 1-2), interpretato da Noah Emmerich, doppiato da Roberto Draghetti (st. 1), Simone Mori (st. 2).
- Fred Naird (stagione 1), interpretato da Fred Willard, doppiato da Michele Gammino.
- Kelly King (stagioni 1-2), interpretata da Jessica St. Clair.
- Maggie Naird (stagioni 1-2), interpretata da Lisa Kudrow, doppiata da Rossella Acerbo.
- Liaison Bert Mellows (stagioni 1-2), interpretato da Roy Wood Jr., doppiato da Simone Mori.
- Capo della Marina (stagioni 1-2), interpretata da Jane Lynch, doppiata da Roberta Greganti.
- Eddie (stagioni 1-2), interpretato da Chris Gethard.
- Generale Rongley (stagioni 1-2), interpretato da Diedrich Bader.
- John Blandsmith (stagioni 1-2), interpretato da Dan Bakkedahl, doppiato da Enrico Pallini.
- Comandante dell'esercito (stagioni 1-2), interpretato da Patrick Warburton.

## Produzione

### Sviluppo
La serie fu annunciata da Netflix il 16 gennaio 2019, erano già in produzione i dieci episodi della prima stagione. La serie è co-creata da Greg Daniels, Steve Carell e Howard Klein nel ruolo di produttori esecutivi.
Nel novembre 2020 Netflix ha ufficializzato il rinnovo per la seconda stagione, distribuita dal 18 febbraio 2022.
Ad aprile 2022 Netflix annuncia la cancellazione della serie.

### Casting
Dopo l'annuncio ufficiale, fu confermato che anche Carell oltre ad essere uno dei produttori avrebbe recitato nella serie.
Il 26 settembre 2019, fu annunciato che John Malkovich, Ben Schwartz, Diana Silvers e Tawny Newsome si unirono al cast principale della serie, mentre Jimmy O. Yang, Alex Sparrow e Don Lake si unirono al cast ricorrente. A ottobre 2019, anche Noah Emmerich, Fred Willard e Jessica St. Clair entrano nel cast ricorrente. A aprile 2020, Lisa Kudrow entrò nel cast ricorrente. A maggio 2020, è stato riportato che Jane Lynch e Roy Wood Jr faranno parte del cast ricorrente.
La serie mostra l'ultima performance di Fred Willard, morto il 15 maggio 2020, a cui è stato dedicato il primo episodio.

### Riprese
Le riprese della serie sono iniziate il 26 settembre 2019 a Los Angeles e sono terminate il 10 gennaio 2020.

## Promozione
Il primo trailer della serie è stato diffuso il 5 maggio 2020.

## Distribuzione
La serie è stata distribuita dal 29 maggio 2020 sulla piattaforma di streaming online Netflix.

## Accoglienza
Sull'aggregatore Rotten Tomatoes, la prima stagione della serie ha ottenuto il 38% delle recensioni professionali positive con un punteggio medio di 5,80 su 10 basato su 97 critiche, mentre su Metacritic ottiene un punteggio di 49 su 100 basato su 40 critiche.
La seconda stagione su Rotten Tomatoes ha ottenuto 77% delle recensioni professionali positive con un punteggio medio di 4,60 su 10 basato su 13 critiche, mentre su Metacritic ottiene un punteggio di 61 su 100 basato su 4 critiche.

## Riconoscimenti
- 2020 - E! People's Choice Awards[21]
  - Candidatura per la miglior star televisiva maschile a Steve Carell
- 2020 - Primetime Emmy Awards
  - Candidatura per la miglior scenografia per un programma storico o fantastico
  - Candidatura per il miglior coordinamento di stuntmen in una serie comica o varietà
  - Candidatura per il miglior montaggio sonoro in una serie comica o drammatica o d'animazione
  - Candidatura per il miglior mixaggio sonoro in una serie comica o drammatica o d'animazione
- 2021 - Art Directors Guild[22]
  - Candidatura per la migliore scenografia in una serie televisiva a Susie Mancini (episodio 	The Launch)